# Чернов, Матвей Степанович
Матве́й Степа́нович Черно́в (12 ноября 1914 года, дер. Малая Якушка, Самарская губерния — 19 июля 1944 года, около посёлка Рунданы, ныне Латвия) — участник Великой Отечественной войны. Герой Советского Союза.

## Биография
Родился 12 ноября 1914 года в деревне Малая Якушка в семье крестьянина-бедняка. По национальности — чуваш. В 1920 году умерла мать, а в 1921 году — отец. В семье остались без родителей пятеро детей. В 1926 году поступил в начальную школу и окончил 4 класса. С детства увлекался рисованием, мастерил игрушки. В 1933 году вступил в комсомол. В 1940 году его направили как лучшего работника на курсы трактористов. До ухода в армию работал в колхозе. С 1942 года в рядах действующей армии. Звание — младший сержант. Стрелок 1-й стрелковой роты 375-го стрелкового полка 219-й Идрицкой стрелковой дивизии.

## Подвиг
Матвей Чернов отличился в боях за освобождение Латвии. В июле 1944 года на юго-востоке Латвии перед 375-м стрелковым полком, действовавшим в составе 3-й ударной армии 2-го Прибалтийского фронта, стояла задача прорвать укреплённую оборону противника и перерезать пути его отступления.
Взвод в составе Василия Андронова, Михаила Шкуракова, Петра Сыроежкина, Тукубая Тайгараева, Уруна Абдулаева, Чутака Уразова, Якова Шакурова, Хакимьяна Ахметгалина, Фёдора Ашмарова и Матвея Чернова успешно провёл разведку боем на высоте 210,4 у хутора юго-западнее Сунуплявы и захватил её. Обладание высотой позволяло держать под контролем дорогу и перекрыть пути отхода фашистам. 19 июля 1944 года в районе посёлка Рундены (Лудзенский район Латвии) взвод Ахметгалина оказался в окружении. Десять бойцов вели бой с превосходящими силами гитлеровцев.
Раненый в обе ноги и грудь, Чернов вёл огонь из автомата по противнику, стремившемуся отбить занятые советскими войнами высоты. В результате в живых остался только один боец (Василий Андронов), который последним удерживал высоту до подхода подкрепления. Все защитники высоты были представлены к званию Героя Советского Союза посмертно.

## Память
Матвей Чернов похоронен в городе Лудза Латвийской ССР. На месте подвига установлен обелиск с именами Героев, а в городе Лудза — памятник. Именем Чернова названы улица в селе Новая Малыкла, а в мае 2005 года открыт памятник (изготовлен художниками Димитровграда под руководством Е. Д. Хитова). Был удостоен звания Почётного гражданина города Рига. Его имя носит МОУ Новомалыклинская СОШ имени Героя Советского Союза М. С. Чернова. В зале воинской славы школы установлен бюст.

## Награды
- За героизм и мужество, проявленные в боях за Родину, М. С. Чернову 24 марта 1945 года присвоено звание Героя Советского Союза.
- Приказом 3-й ударной армии № 075/н от 5 февраля 1944 года награждён орденом Славы 3 степени.
- Медаль «За отвагу»

## Комментарии
1. ↑  Ныне — в составе села Новая Малыкла Новомалыклинского района Ульяновской области[2].